# Artilleriekommando 3
Das Artilleriekommando 3 (ArtKdo 3) war eines der Artilleriekommandos des Heeres der Bundeswehr. Das Artilleriekommando 3 war Teil der Korpstruppen des III. Korps und wie dieses in der Boelcke-Kaserne in Koblenz stationiert.

## Aufträge
Das Artilleriekommando bündelte auf Ebene des Korps die weitreichendsten Artilleriesysteme der Artillerietruppe. Lageabhängig verstärkte die Korpsartillerie die Feuerkraft der Divisionsartillerie. In der Endphase des Kalten Krieges war die Raketenartillerie des Artilleriekommandos im Rahmen der nuklearen Teilhabe befähigt mit ihren Lance-Systemen taktische Kernwaffen einzusetzen. Um das eigene Feuer weitreichend zu planen, verfügte der Artilleriekommandeur im Dienstgrad Brigadegeneral oder Oberst zuletzt neben Truppenteilen der Topographietruppe auch über Drohnen, deren Aufklärungsergebnisse auch dem Kommandierenden General des Korps und den Kommandeuren der unterstellten Divisionen zur Verfügung gestellt werden konnten. Insgesamt entsprach die Größe des Artilleriekommandos in etwa einer der Brigaden des Feldheeres.

## Gliederung
Um 1989 gliederte sich das Artilleriekommando grob in:
- Stab/Stabsbatterie Artilleriekommando 3, Koblenz
  -  Drohnenlehrbatterie 300, Idar-Oberstein (im Frieden zu Artillerieschule)
  -  Raketenartilleriebataillon 350, Montabaur
  -  Nachschubbataillon Sonderwaffen 320, Herborn
  -  Sicherungsbataillon 300, Gießen

## Geschichte

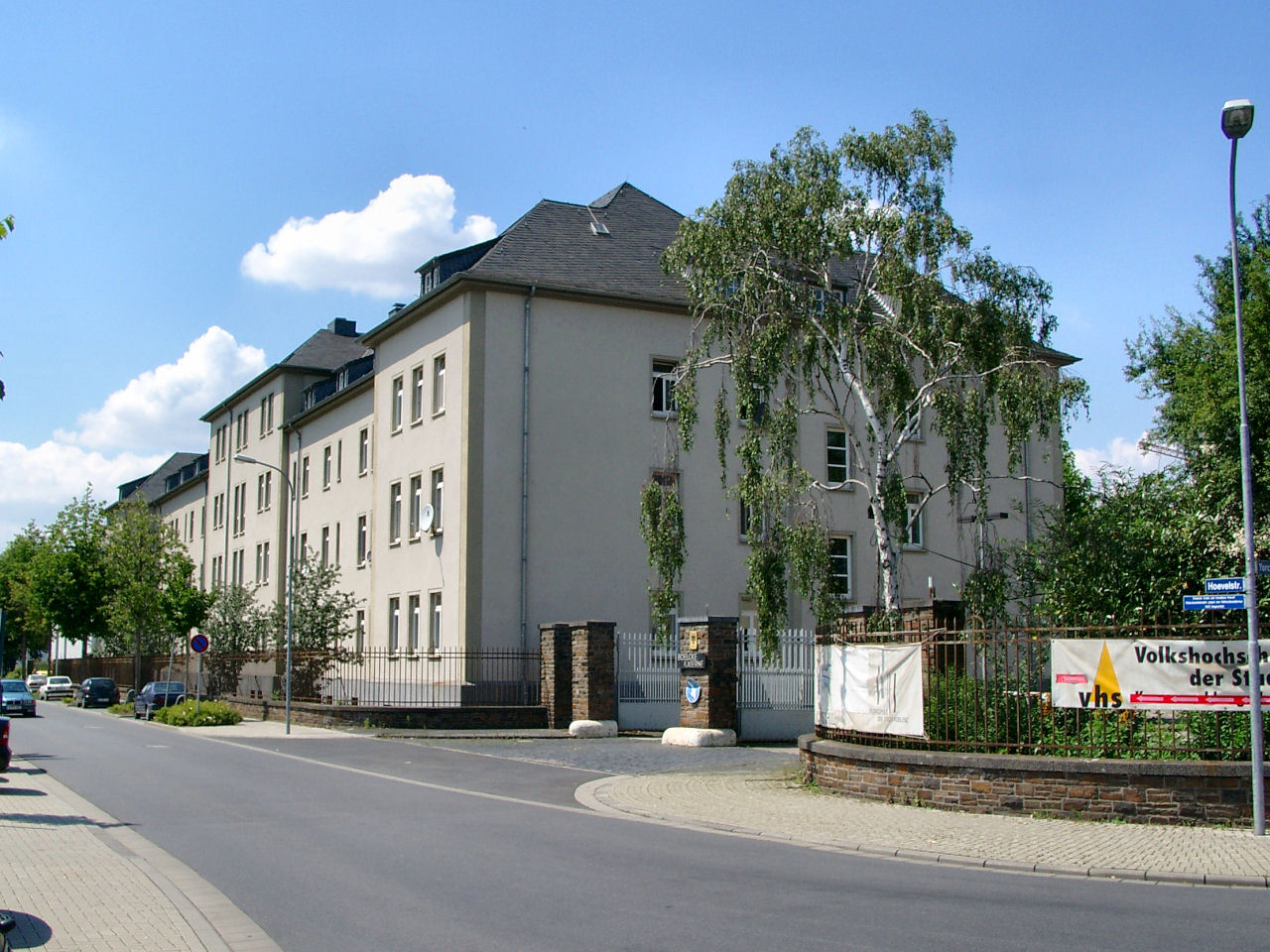
Sitz des Artilleriekommandeurs: die Boelcke-Kaserne

Das Artilleriekommando wurde 1972 zur Einnahme der Heeresstruktur III aufgestellt. Zur Aufstellung wurde der Stab des Korpsartilleriekommandeurs 3 herangezogen, der bereits seit 1959 dem Kommandierenden General zur Seite stand. Diese Dienststellung ging wiederum aus dem Korpsartilleriekommandeur 403 hervor, der bereits 1957 in Munster ausgeplant wurde, aber noch 1957 nach Koblenz verlegte.
1976 erfolgte die Umrüstung von Sergeant auf Lance. Von 1982 bis 1985 war Eberhard Golla Kommandeur des Kommandos.
Nach Ende des Kalten Krieges erklärte die nukleare Planungsgruppe der NATO 1991 den Verzicht auf nukleare Artilleriesysteme in Deutschland. Die amerikanische Sondermunition wurde weitestgehend aus Deutschland abgezogen. Das Artilleriekommando wurde daher 1994 etwa zeitgleich mit der Auflösung des III. Korps außer Dienst gestellt.

## Kommandeure
Das Artilleriekommando 3 wurde von folgenden Personen geführt:
- Oberst Wilhelm Wunderlich
- Brigadegeneral Wilhelm Prilipp: von Oktober 1962 bis September 1966
- Brigadegeneral Manfred Kublitz: von Oktober 1966 bis September 1968
- Brigadegeneral Wilhelm Bergien: von Oktober 1968 bis September 1973
- Brigadegeneral Dietrich Rohde: von Oktober 1973 bis März 1979
- Brigadegeneral Gerhard Herfurth: von April 1979 bis September 1982
- Brigadegeneral Eberhard Golla: von Oktober 1982 bis Juni 1985
- Oberst Wolfgang Fischer: Juli 1985 bis September 1991
- Oberst Eckermann

## Verbandsabzeichen

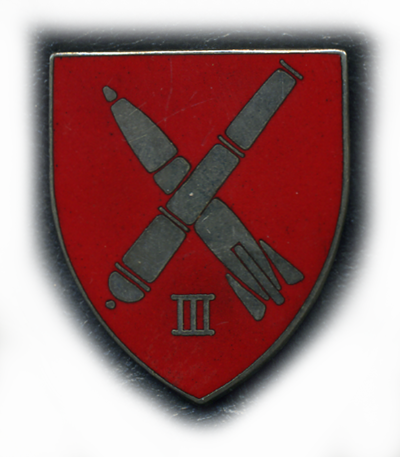
Internes Verbandsabzeichen des Stabes/Stabsbatterie

Das Artilleriekommando führte aufgrund seiner Ausplanung als Teil der unselbständigen Korpstruppen kein eigenes Verbandsabzeichen. Die Soldaten trugen daher das Verbandsabzeichen des übergeordneten Korps.
Als „Abzeichen“ wurde daher unpräzise manchmal das interne Verbandsabzeichen des Stabes und der Stabsbatterie „pars pro toto“ für das gesamte Artilleriekommando genutzt. Es zeigte ähnlich wie das Barettabzeichen der Artillerietruppe ein Kanonenrohr und eine Rakete auf der hochroten Waffenfarbe der Artillerie und eine römische Drei für die Zugehörigkeit zum III. Korps.